# Gare Saint-Michel–Montréal-Nord
Pour les articles homonymes, voir Gare de Saint-Michel.
Cet article concerne la future gare. Pour l'arrondissement montréalais, voir Montréal-Nord. Pour les autres significations, voir Montréal (homonymie).
La gare Saint-Michel–Montréal-Nord est une gare du réseau de train de banlieue de Montréal exploité par Exo, située entre les arrondissements Montréal-Nord et Villeray–Saint-Michel–Parc-Extension à Montréal à la hauteur du boulevard Pie-IX.
La gare fait partie de la ligne 15 - Mascouche inaugurée en décembre 2014.
Depuis novembre 2022, elle permet une correspondance avec le service rapide par bus du boulevard Pie-IX.